# Камянова, Татьяна Григорьевна
Татья́на Григо́рьевна Камя́нова (род. 30 декабря 1952, Москва) – российский лингвист, переводчик, полиглот, поэт, автор популярных учебников английского и немецкого языков. С 1998 года – член Союза писателей России.

## Биография
Родилась в семье московской интеллигенции. В 60-е годы училась в школе 1521 (29) с изучением ряда предметов на английском языке. В 1976 году окончила факультет английского языка МГПУ им. Ленина.
В 80-е годы работала переводчиком по линии Министерства культуры СССР, участвовала в переговорах с зарубежными партнёрами на нескольких иностранных языках, в том числе со многими представителями мировой культурной элиты – Артуром Миллером, Фридрихом Дюрренматтом, Джеймсом Болдуином, Мишелем Леграном, Йоко Оно, Чингизом Айтматовым и другими.
В конце 80-х годов Татьяна Камянова перевела на русский язык произведения Говарда Фаста, Гарри Гаррисона, Мака Рейнольдса, Джона Макдональда, Джеймса Мунро и др., вышедшие в сборниках «Англо-американская фантастика» и «Англо-американский детектив».
В 90-е годы Татьяна Камянова преподавала русский язык в народном университете Volkshochschule (VHS) г. Эссена (ФРГ) в должности доцента. Одновременно с этим разработала теорию и методологию системного подхода к изучению иностранных языков. С 1999 года работает над созданием учебников иностранных языков по системной методике, выступала с лекциями в подразделениях ФИРО МО РФ.
Владеет восемью иностранными языками.

## Творческая деятельность

### Учебная литература
Татьяна Камянова является автором более полутора десятков популярных учебников английского и немецкого языков, выдержавших в общей сложности более 30-ти переизданий. Её учебники пользуются большим спросом не только в России, на Украине, в Белоруссии и Казахстане, но и во многих странах дальнего зарубежья, включая Великобританию, ФРГ, США.
С 2001 по 2003 год были опубликованы первые два учебника Т. Камяновой «Практический курс немецкого языка» и «Практический курс английского языка», получившие высокую оценку и гриф МО РФ. В основу этих учебников была положена системная методика, разработанная Т. Камяновой в годы преподавания в ФРГ. Эти учебники были многократно переизданы, 11-е издание вышло в 2021 году.
В 2008 году под названием «Успешный английский. Системный подход к изучению английского языка» была впервые опубликована монография, раскрывающая теоретические основы методики изучения иностранных языков с точки зрения лингвистики и психолингвистики, физиологии и психофизиологии, общей и возрастной психологии, а также с точки зрения истории и принципов методологии. В этой работе впервые проанализирована роль сознания и бессознательного в процессе изучения иностранных языков. Книга была переиздана в 2016 году в серии «Иностранные языки с Татьяной Камяновой» издательства ЭКСМО и в 2021 году в издательстве «Флинта».
В 2013 году вышла фундаментальная многостраничная грамматика «English Grammar. Грамматика английского языка: теория и практика», углублённый теоретико-практический курс грамматики современного английского языка, включающий в себя 20 000 аутентичных примеров употребления. Она была переиздана в 2015 и в 2017 годах.
В 2020 году вышла фундаментальная многостраничная грамматика «Deutsche Grammatik. Грамматика немецкого языка: теория и практика», углублённый теоретико-практический курс грамматики современного немецкого языка, также включающий в себя 20 000 аутентичных примеров употребления.
С сентября 2020 года Татьяна Камянова регулярно выступает в качестве приглашенного гостя в эфире Радио «Маяк», рассказывая о закономерностях успешного изучения иностранных языков.

### Поэтическое творчество
В 80-е годы стихотворения Татьяны Камяновой впервые были опубликованы в литературных журналах, среди которых «Дружба» (№1,1988) и «Москва» (№6, 1990).
Камяновой было выпущено два стихотворных сборника. В первый сборник, «Тесными вратами» (1995), вошли стихотворения разных лет, объединённые темой поиска вечной гармонии, красоты, истины и любви. В поэтическом сборнике «Свет» (2004) жизнь и поэзия рассматриваются автором как процессы, направленные на творческое духовное преобразование материи.

Вот что писала о Татьяне Камяновой в 1996 году в своём рекомендательном письме в Союз писателей России поэтесса Татьяна Бек: 
Книга Т. Камяновой «Тесными вратами. Избранные стихотворения» выдержана в жанре интеллектуальной философской лирики, построенной на творческой перекличке со всем пространством мировой литературы и, шире, культуры, что вовсе не противоречит её пронзительному личностному лиризму.
Поэт Юрий Ряшенцев в тот же период отмечал следующее:  
Серьёзное образование, устоявшийся литературный вкус помогли Татьяне Камяновой стать профессионалом и выпустить большую книгу стихов, вызывающую уважение. 
Вследствие музыкальности поэтические произведения Татьяны Камяновой использовались для создания вокальных произведений. Так, в 1997 году петербургский композитор Евгений Казановский создал хоровой цикл на стихи Татьяны Камяновой, первое исполнение которого состоялось в декабре 1998 г. в Государственной академической Капелле Санкт-Петербурга.

### Учебники и учебные пособия
- Камянова, Т. Г. English Grammar. Грамматика английского языка: теория и практика.. — 2-е изд. — М.: Дом Славянской книги, 2015. — 1024 с. — ISBN 978-5-91503-313-8.
- Камянова, Т. Г. English Grammar. Практическая  грамматика английского языка. — М.: Дом Славянской книги, 2014. — 448 с. — ISBN 978-5-91503-270-4.
- Камянова Т.Г. Reading-Book for English Learners. Хрестоматия по англо-американской литературе. — 2-е изд. — М.: Дом Славянской книги, 2017. — 768 с. — ISBN 978-5-91503-307-7.
- Камянова Т.Г. Успешный английский. Системный подход  к изучению английского языка. — М.: ЭКСМО, 2017. — 480 с. — ISBN 978-5-699-94007-3.
- Камянова, Т. Г. English Grammar Rules & Exercises. Сборник упражнений к основным правилам английского языка. — М.: Дом Славянской книги, 2014. — 416 с. — ISBN 978-5-91503-289-6.
- Камянова, Т. Г. English Grammar Rules & Exercises. Сборник упражнений к основным правилам английской грамматики. — М.: ЭКСМО, 2016. — 432 с. — ISBN 978-5-699-86805-6.
- Камянова Т. Г. 2000 тестовых заданий по английскому языку. — М.: ЭКСМО, 2016. — 320 с. — ISBN 978-5-699-86806-3.
- Камянова, Т. Г. English Grammar. Грамматика английского языка: теория и практика. Часть 1. Теоретическая грамматика. — М.: ЭКСМО, 2017. — 768 с. — ISBN 978-5-699-92750-0.
- Камянова, Т. Г. English Grammar. Грамматика английского языка: теория и практика. Часть 2. Упражнения с ключами. — М.: ЭКСМО, 2017. — 368 с. — ISBN 978-5-699-94812-3.
- Камянова Т.Г. Практический курс английского языка. — 10-е издание. — М.: Дом Славянской Книги. Хит-книга, 2020. — 384 с. — ISBN 978-5-6040822-6-3.
- Камянова Т.Г. Практический курс немецкого языка. — 10-е издание. — М.: Дом Славянской Книги. Хит-книга, 2020. — 384 с. — ISBN 978-5-6040822-7-0.
- Камянова Т.Г. 2050 тестовых заданий по английской грамматике. — М.: Дом Славянской Книги. Хит-книга, 2020. — 384 с. — ISBN 978-5-6043259-1-9.
- Камянова Т. Г. 2050 тестовых заданий по немецкой грамматике. — М.: Дом Славянской Книги. Хит-книга, 2020. — 384 с. — ISBN 978-5-6044281-7-7.
- Камянова Т. Г. English Grammar Rules & Exercises. Сборник упражнений                                                         к основным правилам грамматики английского языка. — 2-е изд. — М.: Дом Славянской Книги. Хит-книга, 2020. — 448 с. — ISBN 978-5-6043259-0-2.
- Камянова, Т. Г. Deutsche Grammatik. Грамматика немецкого языка: теория и практика. Часть 1. Теоретическая грамматика. — М.: Директмедиа Паблишин, 2020. — 662 с. — ISBN 978-5-4499-0365-5.
- Камянова, Т. Г. Deutsche Grammatik. Грамматика немецкого языка: теория и практика. Часть 2. Упражнения с ключами. — М.: Директмедиа Паблишинг, 2020. — 321 с. — ISBN 978-5-4499-1571-9.
- Камянова, Т. Г. Deutsche Grammatische Regeln und Übungen. Сборник упражнений к основным правилам грамматики немецкого языка. — М.: Интеллект-книга, 2022. — 464 с. — ISBN 978-5-6047000-5-1.
- Камянова, Т. Г. Практический курс английского языка. — 11-е изд. — М.: Интеллект-книга, 2022. — 384 с. — ISBN 978-5-6047000-1-3.
- Камянова, Т. Г. Практический курс немецкого языка. — 11-е изд. — М.: Интеллект-книга, 2022. — 384 с. — ISBN 978-5-6047000-2-0.
- Камянова, Т. Г. Reading-Book for English Learners. Книга для чтения по англо-американской литературе. — М.: Интеллект-книга, 2022. — 768 с. — ISBN 978-5-6047000-6-8.
- Камянова, Т. Г. Системный подход к изучению английского языка. — М.: Флинта, 2022. — 482 с. — ISBN 978-5-9765-4841-1.
- Камянова, Т. Г. English Grammar and Usage. Грамматика и употребление английского языка. — М.: Интеллект-книга, 2022. — 768 с. — ISBN 978-5-6047869-3-2.
- Камянова, Т. Г. Deutsche Grammatik und Gebrauch. Грамматика и употребление  немецкого языка. — М.: Интеллект-книга, 2022. — 800 с. — ISBN 978-5-6047869-6-3.

### Поэтические сборники
- Камянова,Т. Г. Тесными вратами. Избранные стихотворения. — М.: Мартис, 1995. — 265 с. — ISBN 5-7248-0031-4.
- Камянова, Т.Г. Свет. Поэзия нового времени. — М.: Е-Медиа, 2004. — 216 с. — ISBN 5-7248-0031-0.

### Переводы
Англо-американская фантастика. Том I. — Змей Горыныч, 1991. — 480 с. — ISBN 5-85912-007-2.
- Говард Фаст «Первые люди» (рассказ)
- Боб Шоу «Игрок» (рассказ)
- Роджер Желязны «Машина дьявола» (рассказ)
- Гарри Гаррисон «Как умирал старый мир» (рассказ)
- Томас Скортиа «Телефонный разговор» (рассказ)
- Мак Рейнольдс «Хороший индеец» (рассказ)
- Мак Рейнольдс «Я сам здесь впервые» (рассказ)
- Джон Д. Макдональд «Любимое занятие» (рассказ)
- Генри Слезар «Парад победы» (рассказ)
- Дэвид Лок «Сила предложения» (рассказ)
- Альфред Бестер «О времени и третьей авеню» (рассказ)
- Говард Фаст «Чудовищный муравей» (рассказ)

Англо-американская фантастика. Том II. — М.: Змей Горыныч, 1991. — 447 с. — ISBN 5-85912-006-0.
- Говард Фаст «Магазин марсиан» (рассказ)
- Говард Фаст «Холодный, холодный бокс» (рассказ)

Англо-американский детектив Т1. — М.: Змей Горыныч, 1992. — 656 с. — ISBN 5-85912-012-5.
- Джеймс Мунро «Обреченный на смерть» (роман)

### Научные статьи
- Коммуникативная ценность системного подхода к изучению иностранных языков. /Т. Г. Камянова // Современная высшая школа: инновационный аспект. - № 1, 2014г.
- Системный подход к изучению иностранных языков как психолого-педагогическая концепция. /Т. Г. Камянова // Современный научный вестник. - № 9, 2011г.
- Системный подход как новый метод повышения качества изучения иностранных языков. / Т. Г. Камянова // Качество. Инновации. Образование. – 2009. – № 1. – С. 23–27.
- Системный подход к содержанию обучения иностранным языкам./Т. Г. Камянова //Педагогика. — 2009. № 8. -— С. 37—46.
- Системный подход к проектированию содержания обучения иностранным языкам для СПО./Т. Г. Камянова // Среднее профессиональное образование. - 2009.- № 7. -С. 48-50.
- Система «сознание и бессознательное» в изучении иностранных языков. /Т. Г. Камянова //Актуальные проблемы гуманитарных и естественных наук.- 2009.- № 4.- С. 196-205.
- Социокультурный компонент в содержании обучения иностранным языкам. /Т. Г. Камянова //Актуальные проблемы гуманитарных и естественных наук.- 2019. - № 6. - С. 178-185.
- Динамика реализации функций речи при системном обучении иностранным языкам /Т. Г. Камянова // НИЦ "LJournal" - 2020. - № 62. - С. 23-27.